# Amos Youga
Amos Youga (Villeurbanne, 8 dicembre 1992) è un calciatore francese naturalizzato centrafricano, centrocampista del Debrecen e della nazionale centrafricana.

## Biografia
Anche suo fratello maggiore Kelly è stato un calciatore professionista, che ha vestito la maglia della nazionale centrafricana; è inoltre zio di Willem Geubbels, a sua volta calciatore professionista.

## Caratteristiche tecniche
È un centrocampista difensivo che può giocare anche da difensore centrale.

## Carriera

### Club
Gioca dal 2007 al 2010 nelle giovanili del Saint-Priest, con cui debutta in prima squadra nella stagione 2010-2011. Nel 2011 passa all'Olympique Lione 2. Nel 2013 si trasferisce al Vannes. Nel 2014 viene acquistato dal Gazélec Ajaccio.

### Nazionale
Il 15 giugno 2013 ha debuttato con la nazionale centrafricana nel match perso per 3-2 contro il Botswana, gara valevole per le qualificazioni al Campionato mondiale 2014.

## Palmarès

### Competizioni nazionali
- Coppa di Bulgaria: 1

CSKA Sofia: 2020-2021